# 妮科尔·巴恩哈特
妮科尔·巴恩哈特（英語：Nicole Barnhart，1981年10月10日—），前美国女子足球运动员，场上位置是守门员。她曾入选2008年和2012年夏季奥林匹克运动会美国女子足球队名单，但两届比赛均未上场参赛。